# Uniglobale
Uniglobale – Studium und Karriere im 21. Jahrhundert ist ein deutsches Studentenmagazin, das seit April 2013 von der Uniglobale Medien GmbH mit Sitz in Berlin herausgegeben wird und sich durch Werbung finanziert. Das kostenlose Magazin erscheint sieben Mal pro Jahr bundesweit an Universitäten und Hochschulen  sowie an 37 Bildungseinrichtungen weltweit. Seit dem 1. Quartal 2017 ist Uniglobale Mitglied der IVW. Die verbreitete Auflage liegt bei 200.000 Exemplaren (IVW IV/17).

## Gründer und Herausgeber
Die Macher des Projekts sind Ex-Unicum-Herausgeber Hermann-Josef Billstein sowie Florian Diesing und Sebastian Weiß, die Herausgeber von Spree, dem größten Berliner Hochschulmagazin.

## Themen
Inhaltlich richtet das Magazin seinen Fokus auf den digitalen Lifestyle heutiger Studenten sowie auf die Karrieremöglichkeiten im digitalen und globalen Zeitalter. Dabei gliedert es sich in die drei Themenbereiche „Global Village“, „Work & Life“ und „iStudy“. Neben Artikeln und Service-Texten enthält das Magazin auch Interviews mit Prominenten wie Mando Diao, den Sportfreunden Stiller oder Jan Böhmermann sowie Wortmeldungen von Persönlichkeiten aus dem Bildungsbereich wie Bildungsministerin Johanna Wanka oder DAAD-Präsidenten Margret Wintermantel.